# Meister der Anghiari-Schlacht
Als Meister der Anghiari-Schlacht oder Anghiari-Meister (engl. Master of the Battle of Anghiari) wird ein Maler der Frührenaissance bezeichnet, der im Norditalien des 15. Jahrhunderts tätig war.

## Namensgebung
Der namentlich nicht bekannte Künstler erhielt seinen Notnamen nach seiner in Öl auf Holz gemalten Darstellung der Schlacht von Anghiari, die den Sieg der Stadtrepublik Florenz im Jahr 1440 über das Herzogtum Mailand nahe einer Brücke bei Anghiari am Fluss Tiber zeigt. Er soll es zusammen mit einem weiteren Bild geschaffen haben, das die Eroberung von Pisa durch die florentinischen Truppen im Jahr 1406 darstellt. Beide Bilder waren in der Neuzeit Bestandteil der Sammlung des irischen Kunstsammlers Hugh Lane und finden sich heute im Besitz der National Gallery of Ireland. Die National Gallery of Ireland weist allerdings das Bild der Eroberung Pisas dem florentinischen Maler Biagio di Antonio zu.
Die beiden Bilder waren wahrscheinlich Bestandteil einer Truhe, eines der im Florenz dieser Zeit bei den Adelsfamilien beliebten, italienisch mit Cassoni bezeichneten, reich bemalten Möbelstücke. Dem Meister werden weiter mehr als ein Dutzend ähnlicher Bilder zu Cassoni zugeordnet. Solche Cassoni-Bilder sind Beispiele der Profanmalerei für den reichen Adel von Malern, die sonst in der Hauptsache kirchliche Werke im Auftrag hatten.

## Stil
Stilistisch ist das Werk des Meisters der Anghiari-Schlacht verwandt mit dem Werk seines Zeitgenossen Paolo Uccello, der in Florenz tätig war. Diesem wurden auch zuerst einige der Werke des Meisters irrtümlich zugeordnet oder sie wurden im Umkreis von Uccello angesiedelt, bevor sie als Werke des Meisters der Anghiari-Schlacht erkannt wurden. Auch wurde bei den ersten kunsthistorischen Analysen von Werken des Meisters ein Einfluss von Francesco Pesellino gesehen, einem anderen Maler im Florenz der Renaissance, der ebenfalls unter anderem Cassoni bemalte.
Auch wenn Cassoni-Maler am Übergang zur Renaissance stehen, so sind die Bilder auf den im Auftrag der florentinischen Adelsfamilien erstellten bemalten Truhen im Allgemeinen doch noch näher in einer gotischen Malertradition verhaftet. Allerdings sind die Darstellungen der Landschaften in den Schlachtenbildern des Meisters der Anghiari-Schlacht offensichtlich von einer genauen Beobachtung der Natur geprägt, die sich in der Renaissance entwickelte.
Die Schlacht von Anghiari war bei den Edelleuten in Florenz ein beliebtes Motiv und wurde unter anderem auch von Leonardo da Vinci als Monumentalgemälde in der Sala del Consiglio in der Signoria dargestellt. Dieses Gemälde ist nicht erhalten.

## Werke (Auswahl)
Durch Stilvergleich sollen zum Werk des Meisters unter anderem folgende Cassone-Bilder zählen:
- Die Schlacht von Anghiari. National Gallery of Ireland, Dublin, aus der Sammlung Hugh Lane[13][14][15][16]
- Die Eroberung von Pisa, National Gallery of Ireland, Dublin, aus der Sammlung Hugh Lane[17][18][19]
- Der Triumph Caesars, Privatbesitz[20][21]
- Geschichte von David und Goliath, Privatbesitz[22][23]
- Der Triumph des Aemilius Paulus (nach der Schlacht bei Pydna). In vom Rijksmuseum Amsterdam verwaltetem Bestand aus der Sammlung des Jacques Goudstikker[24]
- Der Triumph des Scipio Africanus. Privatbesitz[25][26]
- Szene einer Schlacht. Privatbesitz[27][28]